# Gewinnrücklage
Eine Gewinnrücklage ist im Rechnungswesen die Folge nicht ausgeschütteter Jahresüberschüsse einer Kapitalgesellschaft und gehört zum Eigenkapital. Sie wird aus einbehaltenen (thesaurierten) Gewinnen gebildet.

## Allgemeines
Neben dem  Grundkapital (oder „gezeichnetem Kapital“) als weitgehend konstant bleibende Größe hat der Gesetzgeber noch zum Eigenkapital gehörende Reservepositionen geschaffen, die ebenfalls dem Gläubigerschutz dienen, aber durchaus variablen Charakter besitzen. Dazu gehören die gesamten Rücklagen. Die Gewinnrücklage ist Bestandteil der offenen Rücklagen. Diese sind nach der Gliederungsvorschrift des § 266 Abs. 3 HGB voneinander getrennt auszuweisen. Nach dem Grundkapital folgt zunächst die Kapitalrücklage und danach die Gewinnrücklage mit ihren verschiedenen Unterarten.

## Deutschland

### Arten
Die Unterarten der Gewinnrücklage sind in § 266 Abs. 3 HGB abschließend aufgezählt:
- Gesetzliche Rücklage: nach § 150 Abs. 2 AktG haben die Aktiengesellschaft und die Kommanditgesellschaft auf Aktien im Interesse des Gläubigerschutzes solange 5 % aus dem  – um einen etwaigen Verlustvortrag geminderten – Jahresüberschuss in die gesetzliche Rücklage einzustellen, bis diese zusammen mit der Kapitalrücklage (nach § 272 Abs. 2 Nr. 1 bis 3 HGB) 10 % des Grundkapitals erreicht. Unternehmergesellschaften haben nach § 5a Abs. 3 Nr. 1 GmbHG ein Viertel des um einen Verlustvortrag aus dem Vorjahr geminderten Jahresüberschusses in die gesetzliche Rücklage einzustellen.
- Rücklage für „Anteile an einem herrschenden oder mehrheitlich beteiligten Unternehmen“: In diese ist nach § 272 Abs. 4 HGB der Betrag einzustellen, der dem auf der Aktivseite enthaltenen Betrag der Anteile an dem herrschenden oder mit Mehrheit beteiligten Unternehmen entspricht. Die Rücklage ist aufzulösen, wenn diese Anteile veräußert oder eingezogen werden oder sonst auf der Aktivseite ein niedrigerer Betrag eingestellt wird.
- satzungsmäßige Rücklagen: können über die gesetzliche Rücklage hinaus gebildet werden, wenn die Satzung des Unternehmens dies vorsieht (§ 58 AktG) und
- andere Gewinnrücklagen sind eine Restgröße, die von obigen Rücklagearten nicht erfasst wird.

Die Kapitalrücklage wird in die Berechnung der gesetzlichen Rücklage einbezogen, während die satzungsmäßigen Rücklagen und andere Gewinnrücklagen regelmäßig nicht Bestandteil der gesetzlichen Rücklage sein können.
Seit Mai 2009 sind „Rücklagen für Anteile an einem herrschenden oder mehrheitlich beteiligten Unternehmen“ als so genannte Rückbeteiligung zu bilden und wirtschaftlich im Zusammenhang mit eigenen Anteilen zu sehen. Eigene Anteile, die eine Kapitalgesellschaft hält, sind hingegen nunmehr vom Eigenkapital abzusetzen (§ 272 Abs. 1a HGB). Die nach den § 16, § 17 AktG gehaltenen Anteile an Konzernunternehmen sind als Gewinnrücklage auszuweisen. Aus Sicht des herrschenden oder mehrheitlich beteiligten Unternehmens ist es gleichgültig, ob es die eigenen Anteile selbst hält oder sie von einem abhängigen oder in Mehrheitsbesitz stehenden Unternehmen gehalten werden. Diese Vorschrift füllt eine bisherige Gesetzeslücke und ist eine Ausschüttungssperre, da etwaige Verluste beim herrschenden oder mehrheitlich beteiligten Unternehmen sich auf den Wertansatz der aktivierten Anteile beim beherrschten Unternehmen auswirken. Sinkt der Wert dieser Anteile, ist die Gewinnrücklage entsprechend zu reduzieren, sodass der verteilungsfähige Bilanzgewinn sinkt.

### Bildung
Gewinnrücklagen sind aus dem entstandenen Jahresüberschuss des abgeschlossenen Geschäftsjahrs oder früheren Geschäftsjahren zu dotieren; Gewinne werden insoweit nicht ausgeschüttet, sondern einbehalten (§ 272 Abs. 2 und 3 HGB). Die Bildung der Gewinnrücklagen erfolgt also aus versteuerten Gewinnen. Sofern Jahresüberschüsse erwirtschaftet werden, besteht ein Zwang zur Dotierung der gesetzlichen Rücklage bei Aktiengesellschaften und Kommanditgesellschaften auf Aktien. Für satzungsmäßige und andere Rücklagen besteht indes ein Wahlrecht. Hat die gesetzliche Rücklage 10 % des gezeichneten Kapitals erreicht, endet der gesetzliche Dotierungszwang. Nach § 275 Abs. 4 HGB dürfen die Bildung oder Veränderung von Gewinnrücklagen erst nach dem Posten „Jahresüberschuss/Jahresfehlbetrag“ (§ 275 Abs. 3 Nr. 19 HGB) ausgewiesen werden. Damit wird verdeutlicht, dass die Bildung der Gewinnrücklagen eine Gewinnverwendung darstellt.
Die Gesellschafterversammlung einer GmbH kann auch den gesamten Jahresüberschuss in die Gewinnrücklagen einstellen (§ 29 Abs. 2 GmbHG), sodass kein Bilanzgewinn ausgewiesen wird. Der Bilanzgewinn zeigt also nicht den tatsächlich erwirtschafteten Unternehmenserfolg an, sondern den nach Ergebnisverwendung verbliebenen Teil, der für eine Ausschüttung zur Verfügung steht.
Gewinnrücklagen entstehen demnach ausschließlich aus Innenfinanzierung, während Kapitalrücklagen aus der Außenfinanzierung herrühren.

### Auflösung
Die Auflösung von Gewinnrücklagen unterliegt strengen Bedingungen (§ 150 Abs. 3 und 4 AktG). Haben die Gewinnrücklagen zusammen mit den Kapitalrücklagen die Höhe der gesetzlich erforderlichen Rücklagen noch nicht erreicht, dürfen sie nur zur Verlustabdeckung verwandt werden, wenn sowohl Gewinnvortrag als auch andere Gewinnrücklagen hierfür nicht ausreichen (§ 150 Abs. 3 AktG). Übersteigen die Rücklagen die gesetzlich erforderliche Mindestgrenze, so dürfen sie auch zur Kapitalerhöhung verwandt werden (§ 150 Abs. 4 Nr. 3 AktG). Wenn keine Verluste auszugleichen sind, können die anderen Gewinnrücklagen frei verwendet werden, etwa zur Kapitalerhöhung oder Ausschüttung von Dividenden, wenn der Jahresüberschuss hierzu nicht ausreicht (Dividendenkontinuität).
In § 275 Abs. 4 HGB wird ausdrücklich angeordnet, dass Rücklagenauflösungen erst nach der Position „Jahresüberschuss/Jahresfehlbetrag“ (§ 275 Abs. 2 Nr. 20 und Abs. 3 Nr. 19 HGB als Ergebnis der Gewinn- und Verlustrechnung) auszuweisen sind. Damit unterliegen Rücklagenauflösungen einem Abführungsverbot. Eine Ausnahme hiervon ist in § 301 Satz 2 AktG für den Fall vorgesehen, dass Beträge während der Laufzeit eines Gewinnabführungsvertrags in andere Gewinnrücklagen eingestellt worden sind. Das Gesetz will hierdurch einen Anreiz geben, nicht alle in der Vertragszeit angefallenen Gewinne abzuführen, sondern diese vielmehr auch in Gewinnrücklagen zu speichern. Diese Ausnahme besteht jedoch ausschließlich für Gewinnrücklagen und nicht für Zuführungen zur Kapitalrücklage.

## Österreich
§ 229 Abs. 3 UGB: Als Gewinnrücklagen dürfen nur Beträge ausgewiesen werden, die im Geschäftsjahr oder in einem früheren Geschäftsjahr aus dem Jahresüberschuss nach Berücksichtigung der Veränderung unversteuerter Rücklagen gebildet worden sind. Die Gewinnrücklage stellt eine Innenfinanzierung dar. Als Basis zur Berechnung der Gewinnrücklage muss vom Jahresüberschuss/Jahresfehlbetrag (Gewinn nach Steuern bzw. Verlust) die Auflösung unversteuerter Rücklagen addiert und die Zuweisung zu unversteuerten Rücklagen subtrahiert werden. Dieser Betrag kann dann der Gewinnrücklage zugeführt werden (Zuweisung zu Gewinnrücklagen an Gewinnrücklagen).
Bei der Gewinnrücklage ist zwischen einer gesetzlichen, einer satzungsmäßigen und einer freien zu unterscheiden:
Gesetzliche Rücklage § 229 Abs. 6 UGB:
In die gesetzliche Rücklage ist ein Betrag einzustellen, der mindestens 5 % des um einen Verlustvortrag geminderten Jahresüberschusses nach Berücksichtigung der Veränderung unversteuerter Rücklagen entspricht, bis der Betrag der gebundenen Rücklagen insgesamt 10 % oder den in der Satzung bestimmten höheren Teil des Nennkapitals erreicht hat.
Satzungsmäßige Rücklage:
Kann in der Satzung der Kapitalgesellschaft geregelt werden.
Freie Rücklage:
Kann vom Jahresabschluss beschließenden Organ (im Regelfall Vorstand mit Billigung durch den Aufsichtsrat) bestimmt werden. Dadurch wird das Ausschüttungspotential gesteuert. Zuweisungen zu und Auflösungen von Gewinnrücklagen stellen Maßnahmen zur Gewinnverwendung dar und berühren daher die Ertragssteuer nicht! Damit verringert sich aber der ausgewiesene und folglich ausschüttbare Gewinn. Lediglich der verbleibende Gewinn steht den Aktionären zur Ausschüttung zur Verfügung.